# Crowley’s Ridge

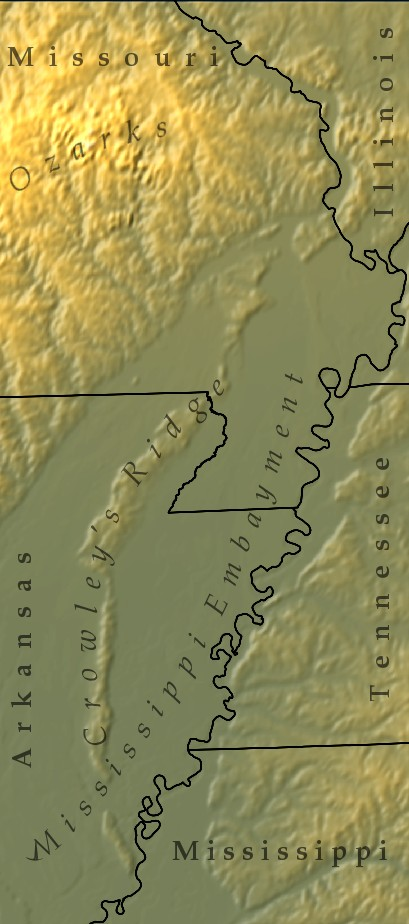
Crowley’s Ridge verläuft durch das Mississippi Embayment.

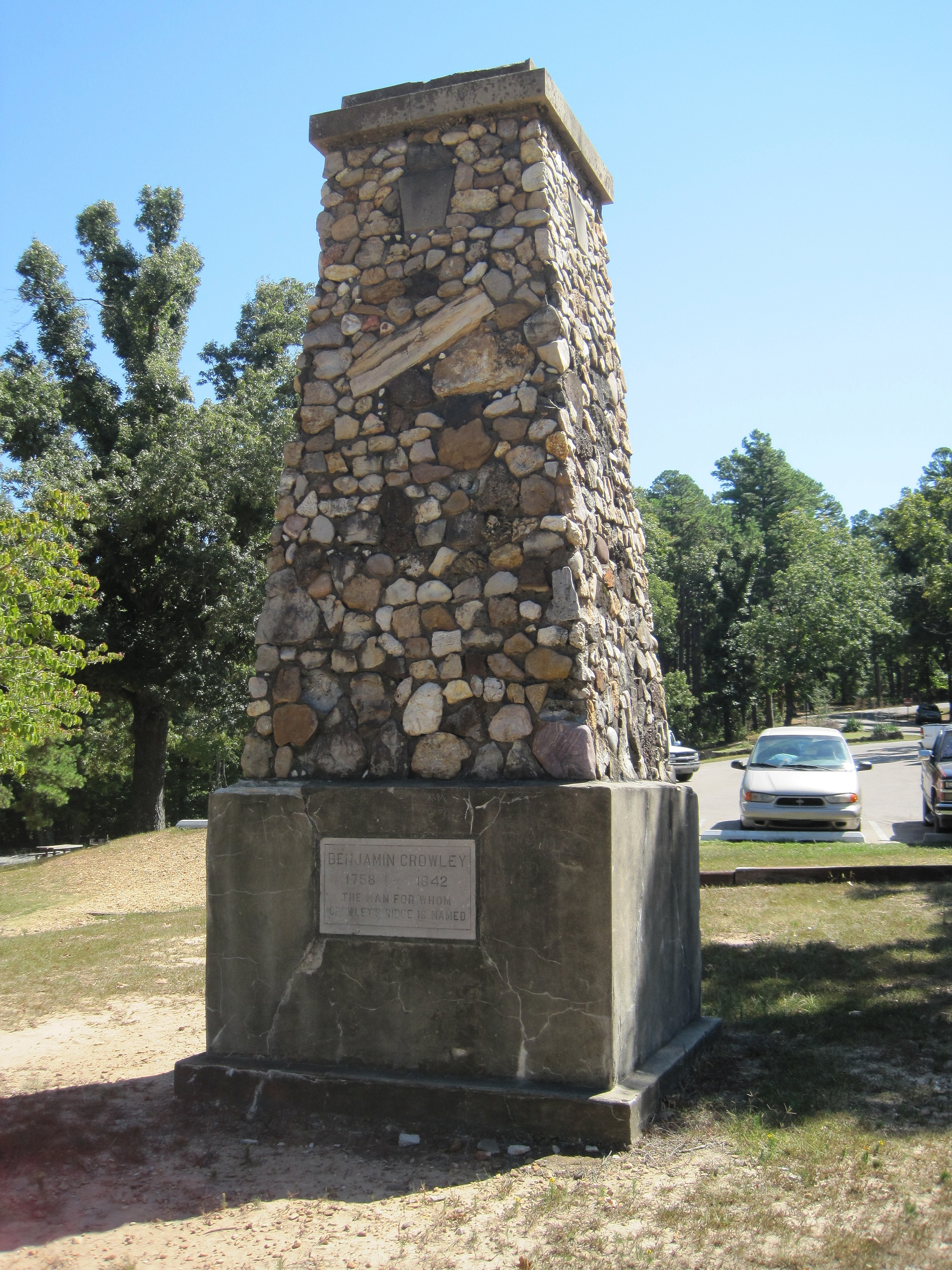
Grab von Benjamin Crowley auf dem Shiloh Cemetery in Crowley’s Ridge State Park, Paragould, Arkansas. Die Inschrift lautet: „Benjamin Crowley – 1758–1842 – The man for whom Crowley’s Ridge is named.“

Crowley’s Ridge (auch Crowleys geschrieben, deutsch Crowleys Grat) ist eine ungewöhnliche geologische Formation, die zwischen 250 und 550 Fuß (170 m) über die  Schwemmebene der Mississippi-Bucht (Mississippi Embayment) herausragt. Sie erstreckt sich auf einer Strecke von 150 Meilen (240 km) vom südöstlichen Missouri bis zum Mississippi River bei West Helena und ist insgesamt die markanteste Landschaftsform in der Mississippi-Schwemmebene (Mississippi Alluvial Plain) zwischen Cape Girardeau und dem Golf von Mexiko.
Die langgezogene schmale Hügellandschaft ist die sechste und kleinste Natural Division (Naturraum) des Bundesstaates Arkansas. Sie ist im Rahmen des Ozark-St. Francis National Forest geschützt.
Viele der großen Städte des Arkansas Delta liegen an der Crowley’s Ridge. Im Sezessionskrieg fand dort am 1./2. Mai 1863 die Schlacht von Chalk Bluff statt.

## Name
Crowley’s Ridge ist benannt nach Benjamin Crowley (1758–1842), dem ersten bekannten amerikanischen Siedler in der Gegend bei Paragould. Crowley ist auf dem Shiloh Cemetery im Greene County begraben. Ein Grabmal markiert die Stelle. Der Friedhof ist Teil des Crowley’s Ridge State Parks. Im Umfeld von Crowleys Grab befinden sich weitere frühe, unbezeichnete Gräber.

## Geologie
Die Ridge besteht hauptsächlich aus windabgelagerten Löss-Sedimenten. Dadurch unterscheidet sie sich stark von der flachen Ebene ringsum und von den Schwarzerde-Böden des Mississippi-Deltas. Die Ridge variiert in der Breite von einer halben (800 m) bis zu 12 Meilen (19 km) und erreicht eine Höhe von 170 m bei ihrem nördlichen Ende. Der höchste Punkt der Ridge auf dem Gebiet von Arkansas ist der Legacy Mountain südlich von Jonesboro. Man vermutet, dass das Gebiet ursprünglich eine Insel zwischen dem Mississippi und dem Ohio River war, die isoliert wurde, als die Flüsse vor Urzeiten ihren Verlauf änderten. Neuere Forschungen zweifeln jedoch die Entstehung durch fluviale Prozesse an.
Löss-Ablagerungen sind entlang beider Seiten des Mississippi River Alluvial Valley zu finden. Diese Löss-Lager sind klassische Beispiele periglazialer Löss-Ablagerung. Crowley’s Ridge ist vergleichbar mit den Loess Hills im Nordwesten von Missouri und Südwesten von Iowa.
Es gibt auch Hinweise darauf, dass die Landschaft im Laufe der Jahre angehoben wurde und, dass dieser Anhebungsprozess noch im Gange ist. Das führt zu einer alternativen Erklärung, die eine Verbindung zwischen der Ridge und der nahegelegenen New Madrid Seismic Zone herstellt.

## Böden und Vegetation
Flora und Fauna an der Ridge scheinen viel näher verwandt zu sein mit denjenigen der Tennessee-Hills im Osten, als mit denjenigen der Ozark Mountains im Westen. Diese einzigartigen Habitate wurden durch die Einrichtung verschiedener State und City Parks unter Schutz gestellt, unter anderem den St. Francis National Forest, Recreational Lakes und 1997 durch einen National Scenic Byway, den Crowley’s Ridge Parkway.
Die Böden in der Region sind mittel bis stellenweise sehr fruchtbar. Das Land ist mehr oder weniger zerklüftet, was die Anlage von Reihenkulturen erschwert. Außerdem erodieren die Böden leicht. Kommerziellen Landbau gibt es nur in den Lössebenen der Ridge; rundum erstrecken sich jedoch die fruchtbaren Ländereien der Mississippi-Schwemmebene.
Die Vegetation besteht hauptsächlich aus Eichen- und Hickory-Wäldern, vergleichbar mit der Vegetation in den Appalachen. Charakteristische Baumarten sind der Tulpenbaum und die Amerikanische Buche. Zahlreiche Farn- und Blumenarten kommen dort vor, unter anderem die Amerikanische Glockenblume (Campanulastrum americanum), Leimkraut (Silene subciliata), Asclepias tuberosa, die (Blaue) Kardinals-Lobelie (Lobelia cardinalis und siphilitica), Flammenblumen, Verbenen, Wald-Hortensien, der Hibiskus, Astern und der Carolina-Jasmin.
Die niedrigeren Gebiete rund um die Anhöhe waren früher viel sumpfiger, sodass die Ridge zu Zeiten der ersten Siedler den geeignetsten Ort für Siedlungsgründungen in der Region darstellte. Die Ridge wurde dadurch zu einer bedeutenden Nord-Süd-Achse für den Verkehr, zumal Reisen entlang der Ridge einfacher waren als durch die Sumpfgebiete.

## Fossilien
Die Region um die Anhöhe ist mit dicken Flussablagerungen bedeckt, sodass außerhalb einiger Kiesgruben nur wenige Fossilien gefunden werden konnten. Dort kamen Zähne von Mastodonten, Mammuten und Pferden aus der Zeit vor 10.000 Jahren zu Tage. Crowley’s Ridge besitzt allerdings auch wichtige Aufschlüsse von fossilreichen tertiären Sedimenten, unter anderem den einzigen dokumentierten Aufschluss aus dem Miozän. Ein verkieselter Koniferen-Stumpf mit einem Gewicht von mehreren Tonnen wurde nahe Wittsburg ausgegraben und viele weitere wurde um Piggott gefunden. Mastodon-Knochen wurden zudem im Stadtgebiet von Helena am Südende der Ridge gefunden. Bei Forrest City, im Flussbett des Crow Creek, wurde ein Lager von Austern-Schalen mit einem Volumen von fast 7.000.000 Kubikyards (5.351.884 m³) entdeckt.

## Crowley’s Ridge Nature Center
Das Forrest L. Wood Crowley’s Ridge Nature Center in Jonesboro bietet eine selbstgeführte Ausstellung zur Topographie, Naturgeschichte und Tierwelt der Crowley’s Ridge an. Das Informationszentrum wird von der Arkansas Game and Fish Commission (AGFC) betrieben und wurde 2004 eröffnet. Das Zentrum verfügt über eine Ausstellung, einen „Discovery Room“ (Entdeckungsraum), Beobachtungsturm, Klassenzimmer und einen Andenkenladen. In der Umgebung gibt es Wanderwege durch Feuchtgebiete, Wälder und Prärie sowie einen barrierefreien Weg und einen Holzsteg um einen Teich. Das Zentrum ist nach Forrest L. Wood benannt, einem ehemaligen Commissioner und Unterstützer der AGFC.